# بمب‌گذاری موگادیشو (۲۰۲۲)
در ۲۹ اکتبر ۲۰۲۲ در شهر موگادیشو، پایتخت سومالی، در اثر انفجار ۲ خودرو حامل بمب در نزدیکی وزارت آموزش و پرورش، دست کم ۱۰۰ نفر کشته و بیش از ۳۰۰ نفر مجروح شدند. رئیس‌جمهور سومالی حسن شیخ محمود گروه جهادی سنی الشباب را به انجام این حملات متهم کرد. این بمب‌گذاری، مرگبارترین حمله در سومالی از زمان بمب‌گذاری‌های موگادیشو در سال ۲۰۱۷ است.
در ۱ نوامبر، الشباب مسئولیت این حمله را بر عهده گرفت و گفت که وزارت آموزش و پرورش "پایگاه دشمن" است که از کشورهای غیر مسلمان حمایت می‌شود. این سازمان به این دلیل حمله کرد که آنها معتقد بودند که کودکان سومالیایی "از یک برنامه آموزشی تحت رهبری مسیحیان آموزش می‌بینند.

## واکنش‌ها
دولت قطر این حمله را محکوم کرد و گفت که قطر تروریسم را رد می‌کند و تسلیت خود را ابراز داشت.
 وزارت امور خارجه عربستان سعودی این حمله را به شدت محکوم کرد و با خانواده قربانیان، مردم سومالی و دولت ابراز همدردی کرد.
 وزیر امور خارجه بریتانیا، جیمز کلورلی، این حمله را به «شدیدترین عبارات ممکن» محکوم کرد و بر حمایت دولت از دولت سومالی علیه تروریست‌ها تأکید کرد.
 ایالات متحده دو بمب‌گذاری ناجوانمردانه در موگادیشو را محکوم کرد و گفت: در حالی که الشباب در میدان نبرد شکست می‌خورد، به حمله به شهروندان بی گناه سومالی ادامه می‌دهد.